# Пахифитум
Пахифитум (лат. Pachyphytum, от др.-греч. pachys — «толстый» и phyton — «растение») — род суккулентных растений семейства Толстянковые (Crassulaceae), естественно произрастающий на территории Мексики. 
По данным POWO на 2024 год род включает 25 видов, в то время как по информации WFO Plant List в этот род входит 19 видов.
Растения внешне похожи на граптопеталумы, но отличаются от них строением цветка.

## Описание
Представители рода многолетние суккулентные растения, растущие в виде безволосых розеток. Их побеги, как правило, короткие, прямостоячие и молодые, достигают 70 см, но со временем становятся стелющимися и могут вырастать более чем на 1 м. Диаметр побегов варьируется до 3,5 см, они обычно простые, иногда ветвятся у основания. Розетки достигают диаметра от 6 до 20 см и состоят из 10–40, реже до 80, отчетливо разделенных листьев, часто интенсивного синего оттенка и матовой текстуры. Листья плотнее расположены ближе к верхушке побега. Молодые листья почти прямостоячие, позже становятся раскидистыми, а старые нередко загибаются назад. Они могут иметь форму от обратнояйцевидной до лопатчатой, или от эллиптически-продолговатой до ланцетной, с тупым или заостренным концом.

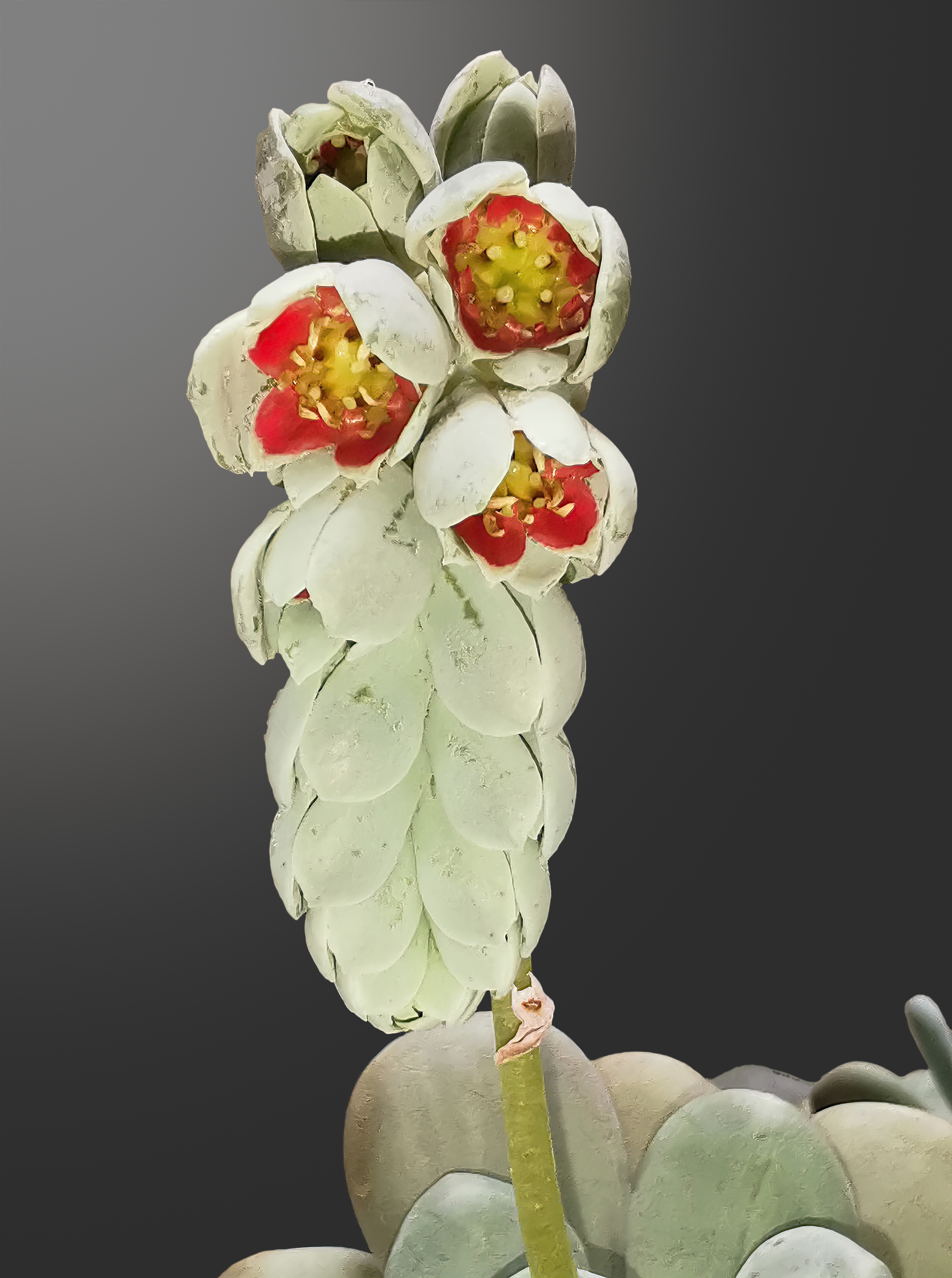
Соцветие

Прямостоячее соцветие появляется сбоку из пазух верхних листьев. Нижняя часть цветоноса (10–20 см) безлистная, тогда как верхняя (6–9 см) покрыта прицветниками, похожими на листья, у основания. Соцветие простое, сначала свисающее, затем прямостоячее и содержит до 50 отдельных цветков. Прицветники (брактеи) обычно перекрывают друг друга и имеют эллиптическую, обратнояйцевидную или ланцетную форму, часто стреловидные или охватывающие стебель у основания, иногда с двузубчатыми шпорцами.
Цветонос утолщается к верхушке и достигает диаметра от 2 до 15 мм. Цветки обычно пяти-, реже шестилепестковые и обдиплостемонные. Венчик, трубчатый, бочкообразный или колокольчатый, иногда пятиугольный, размером от 5,5 до 17 мм в длину и от 3,5 до 10 мм у основания, расширяется до 4,5–17 мм в диаметре наверху. Окраска варьируется от белого до розового, реже встречаются оранжевые, красные или красноватые оттенки. Удлиненные или продолговатые лепестки имеют размеры 7–17 мм на 2,5–6 мм. Цветочная трубка обычно расправляется над серединой и отгибается назад во время цветения, с красным пятном на внутренней стороне. Тычинки расположены в два круга. Зеленоватые или красные столбики слегка очерчены и имеют длину 1–2 мм. Опыление, вероятно, осуществляется колибри.
Плоды раскрываются частично или полностью вдоль шва. Семена обратнояйцевидные, гладкие, красновато-коричневые, размером 0,5–0,8 мм на 0,25–0,4 мм.

## Таксономия
Pachyphytum Link, Klotzsch & Otto, первое упоминание в «Allgemeine Gartenzeitung» 9(2): 9. 1841.

### Синонимы
- Diotostemon Salm-Dyck

### Виды
Данные POWO на 2024 год:
- Pachyphytum brachetii J.Reyes, O.González & A.Gut.
- Pachyphytum bracteosum Link, Klotzsch & Otto — Пахифитум прицветниковыйtypus
- Pachyphytum brevifolium Rose
- Pachyphytum caesium Kimnach & R.C.Moran
- Pachyphytum coeruleum J.Meyrán
- Pachyphytum compactum Rose — Пахифитум компактный
- Pachyphytum confusum Pérez-Calix, Guadián-Marín & I.García
- Pachyphytum contrerasii Pérez-Calix, I.García & Cházaro
- Pachyphytum fittkaui Moran
- Pachyphytum garciae Pérez-Calix & Glass
- Pachyphytum glutinicaule Moran — Пахифитум клейкостебельный
- Pachyphytum hookeri (Salm-Dyck) A.Berger
- Pachyphytum huastecanum J.Reyes, Etter & Kristen
- Pachyphytum kimnachii Moran
- Pachyphytum longifolium Rose
- Pachyphytum machucae I.García, Glass & Cházaro
- Pachyphytum neglectum J.Meyrán
- Pachyphytum odam Art.Castro & P.Carrillo
- Pachyphytum oviferum J.A.Purpus — Пахифитум яйценосный
- Pachyphytum rogeliocardenasii Pérez-Calix & R.Torres
- Pachyphytum rzedowskii I.García, Pérez-Calix & J.Meyrán
- Pachyphytum saltensis Brachet, J.Reyes & R.Mondragón
- Pachyphytum viride E.Walther — Пахифитум зеленый
- Pachyphytum viscidum J.Reyes & L.E.Cruz-López
- Pachyphytum werdermannii Poelln.

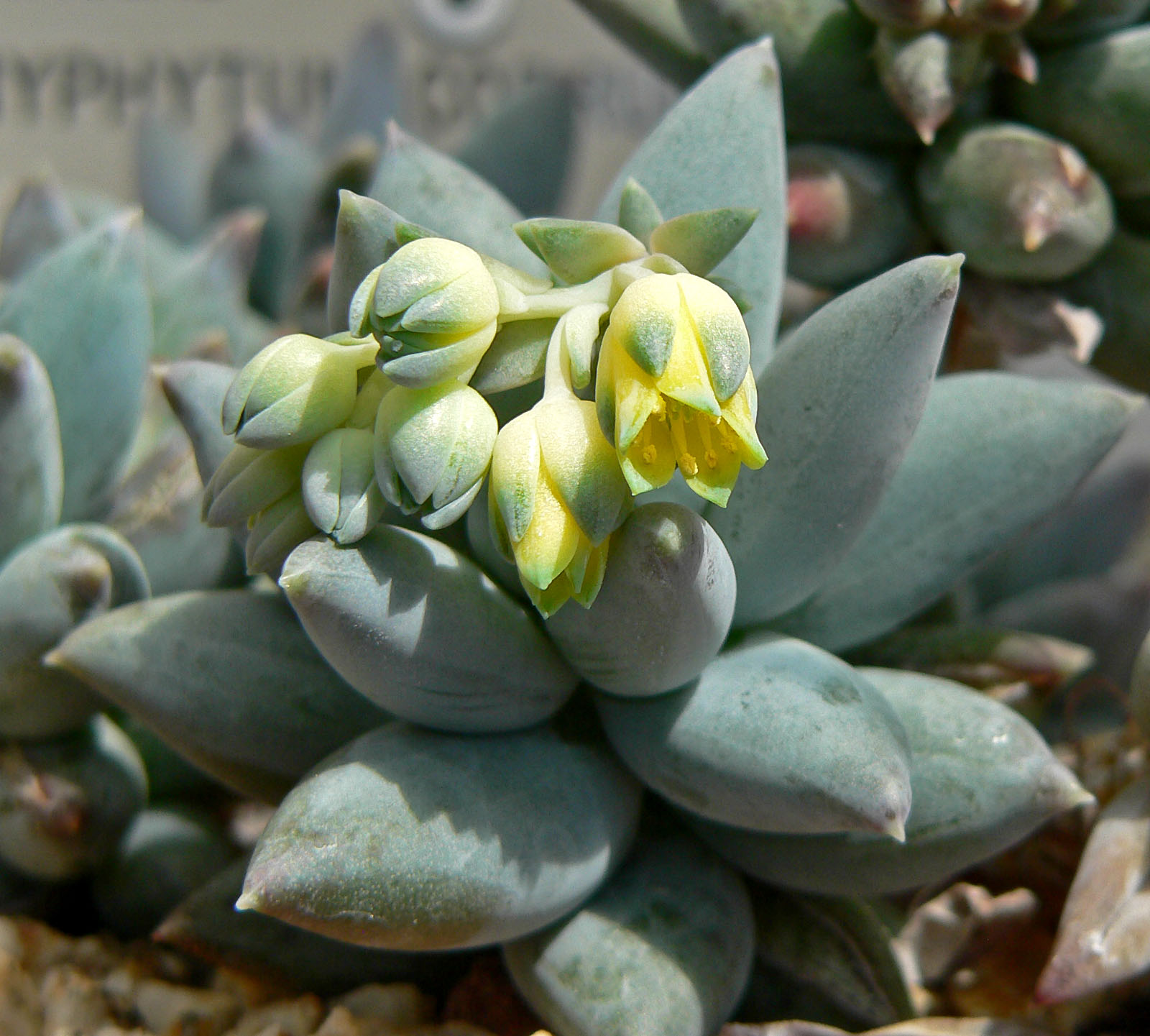
Pachyphytum coeruleum
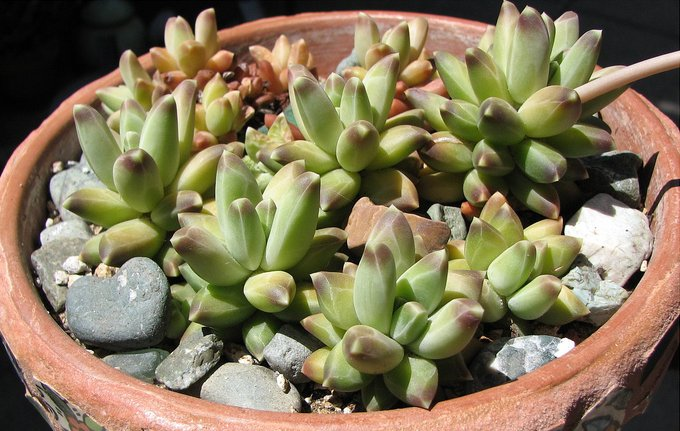
Pachyphytum compactum
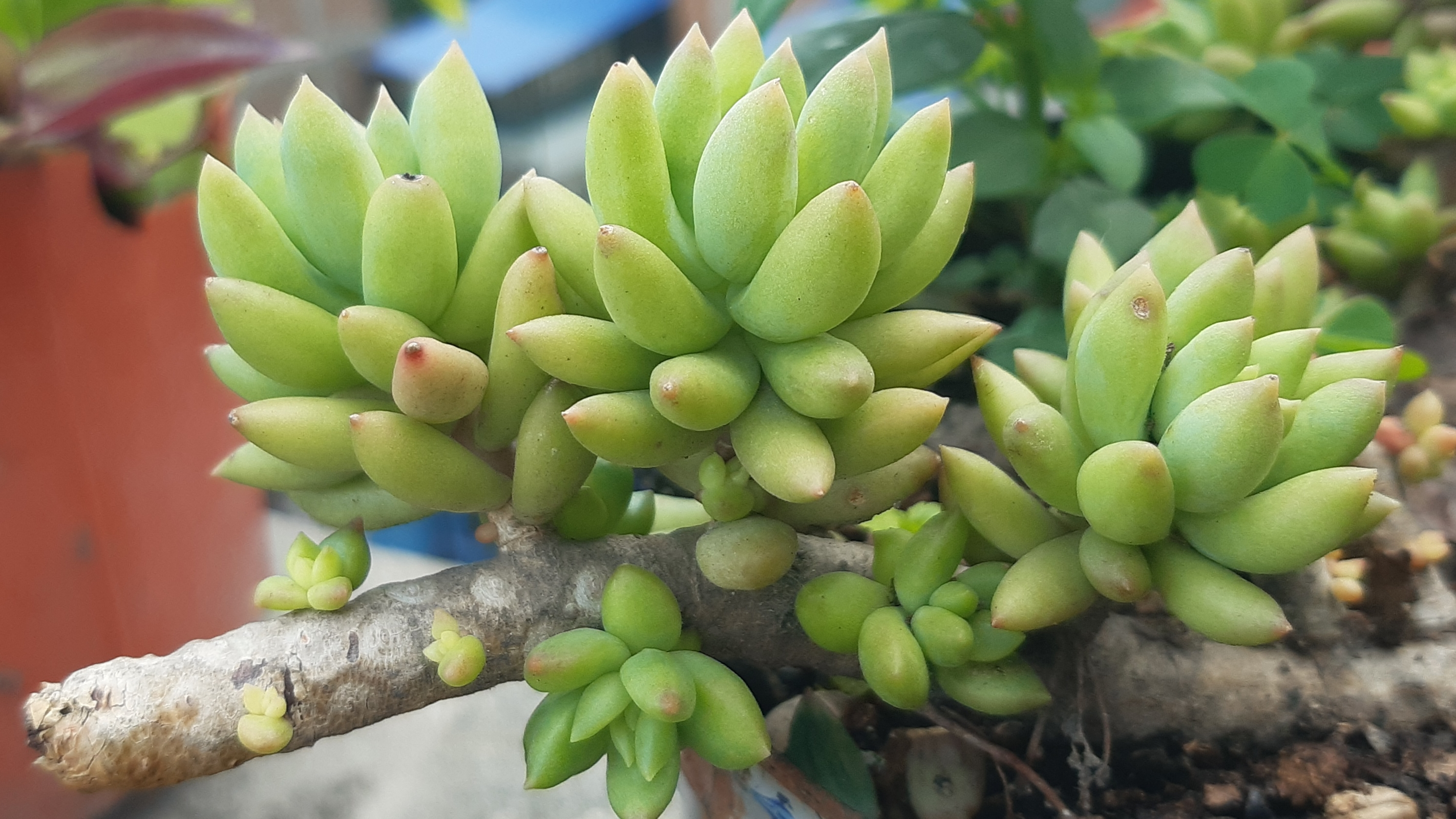
Pachyphytum fittkaui
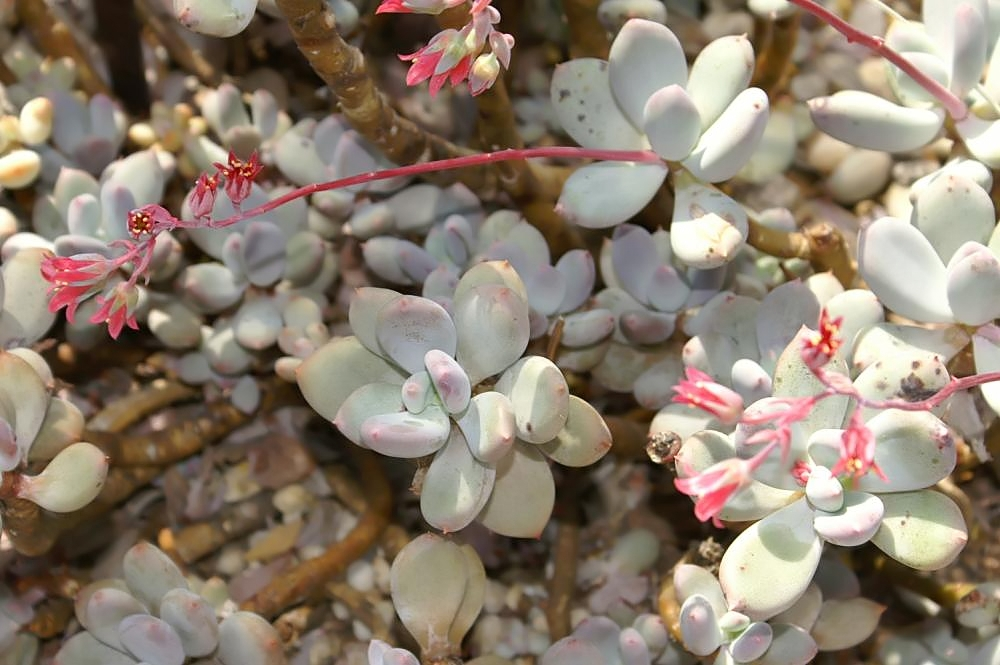
Pachyphytum glutinicaule
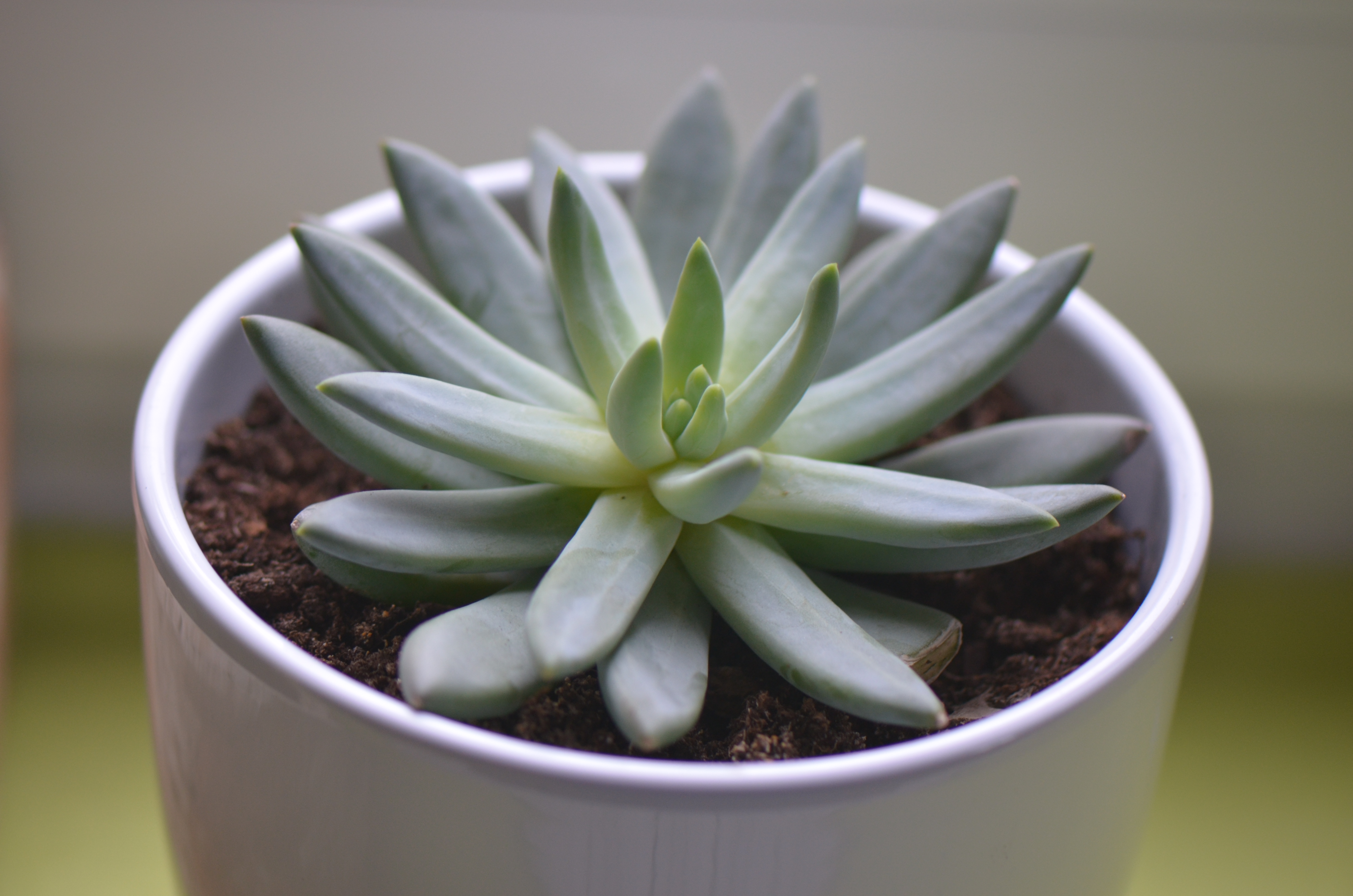
Pachyphytum longifolium
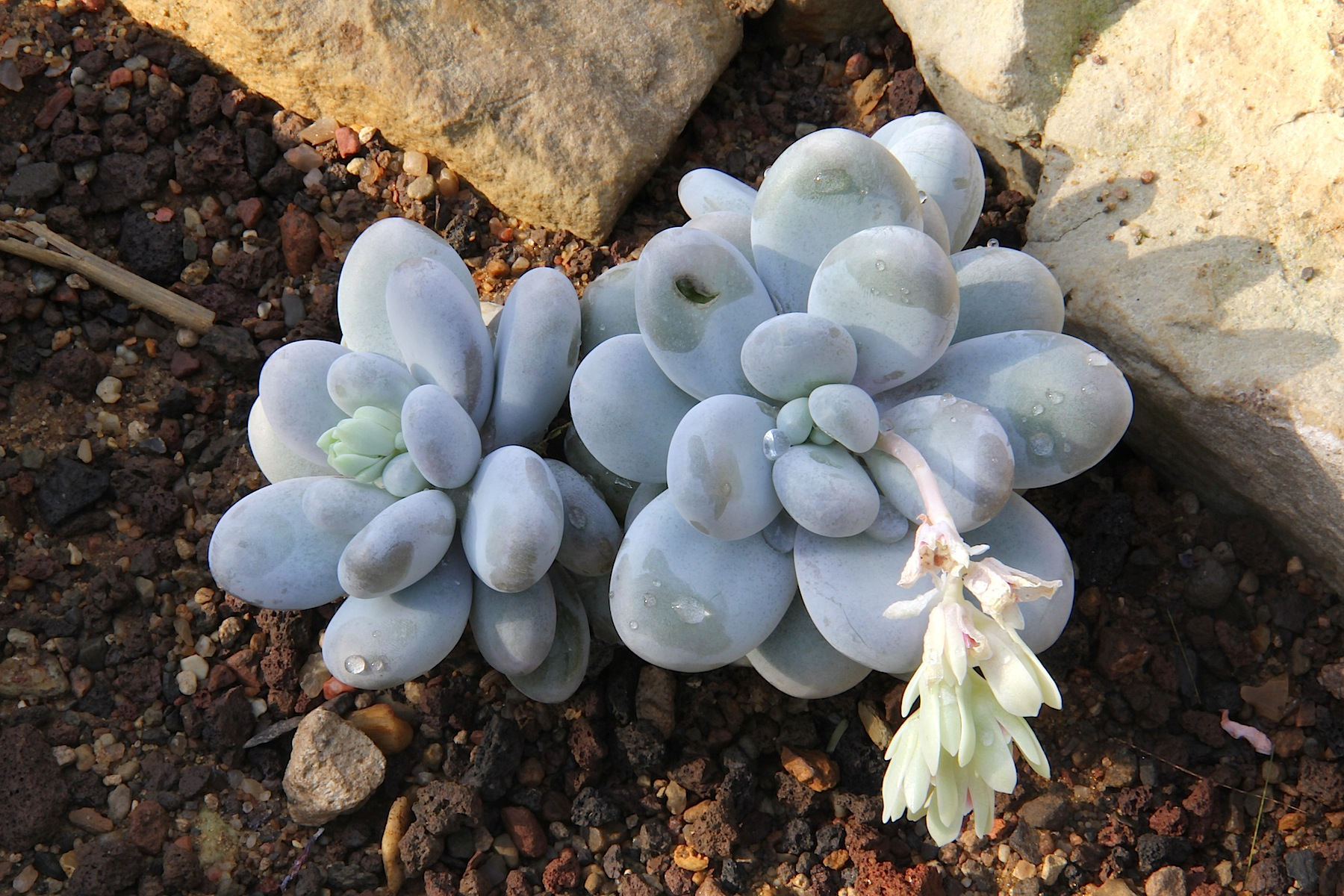
Pachyphytum oviferum
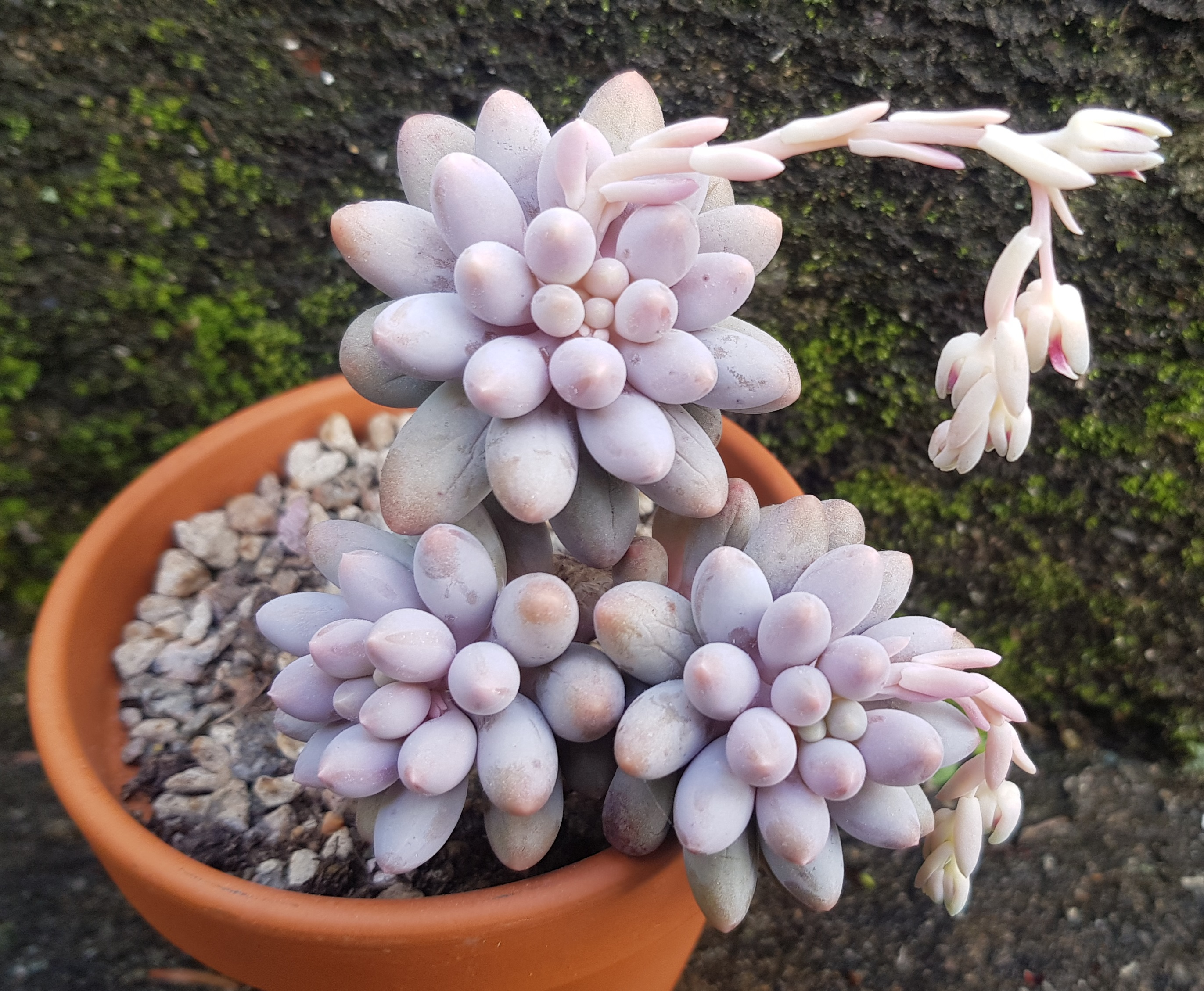
Pachyphytum rzedowskii
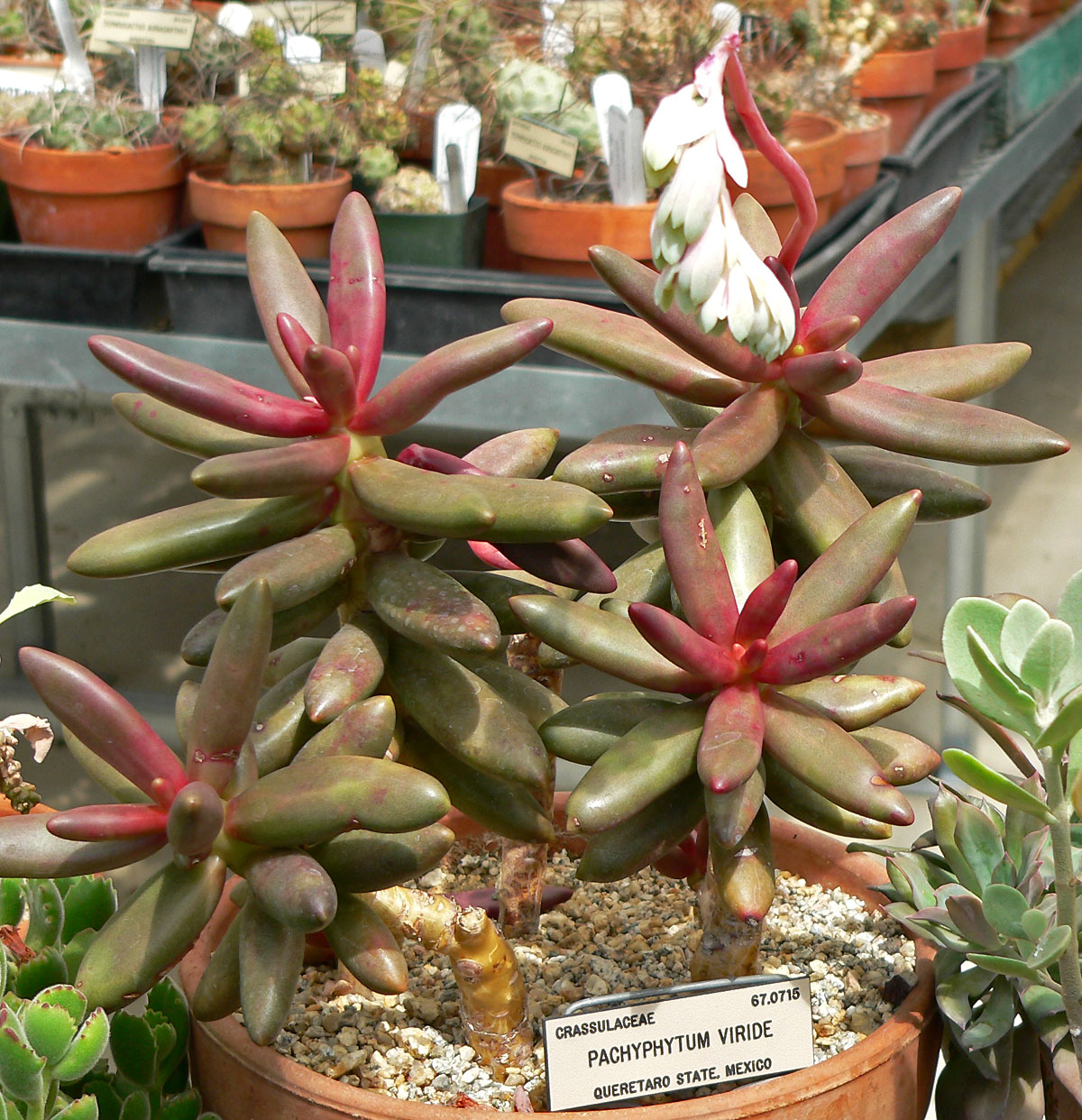
Pachyphytum viride
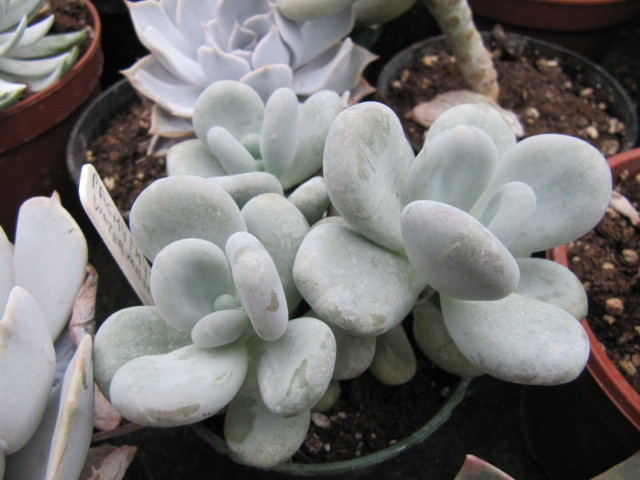
Pachyphytum werdermannii